# Чёрный (хребет)
Чёрный хребе́т, или Крака, — горный хребет на Южном Урале. Находится на территории Белорецкого района Башкортостана и в Челябинской области.
Чёрный хребет растянулся вдоль меридиана в междуречье Бедярыша и Лемезы. Длина — 16 км, ширина 6 км, высота — 773 м. Имеются пять вершин высотой от 383 до 773 м.
Состоит из пород гравелитов, конгломератов, аркозовых и полимиктовых песчаников зильмердакской свиты верхнего рифея.
Хребет даёт начало рекам Илгарга, Унзе (притоки реки Бедярыш) и Чёрной реке с притоком Ингутаргу.
Ландшафты — широколиственно-темнохвойные леса.

## Топонимика
Названия хребта «Крака» происходит от башкирского «кырк арка» - сорок (количеств.) хребтов. Название указывает на сильную расчленённость рельефа хребта.